# Pavilion (CDP, New York)
Pavilion est une census-designated place du comté de Fulton, dans l'État de New York, aux États-Unis,. En 2020, elle compte une population de 664 habitants.